# Treppenschrägaufzug
Treppenschrägaufzug ist die technische Bezeichnung für die populären Bezeichnungen Treppen- bzw. Stiegenlift, Treppenlifter oder Treppenaufzug. Diese Einrichtungen sind für Personen von Nutzen, die aus eigener Kraft Treppen nicht bewältigen können. Technisch handelt es sich um ein Transportmittel, das eine Last, z. B. eine Person, über ein Treppenbauwerk hinweg befördern kann.

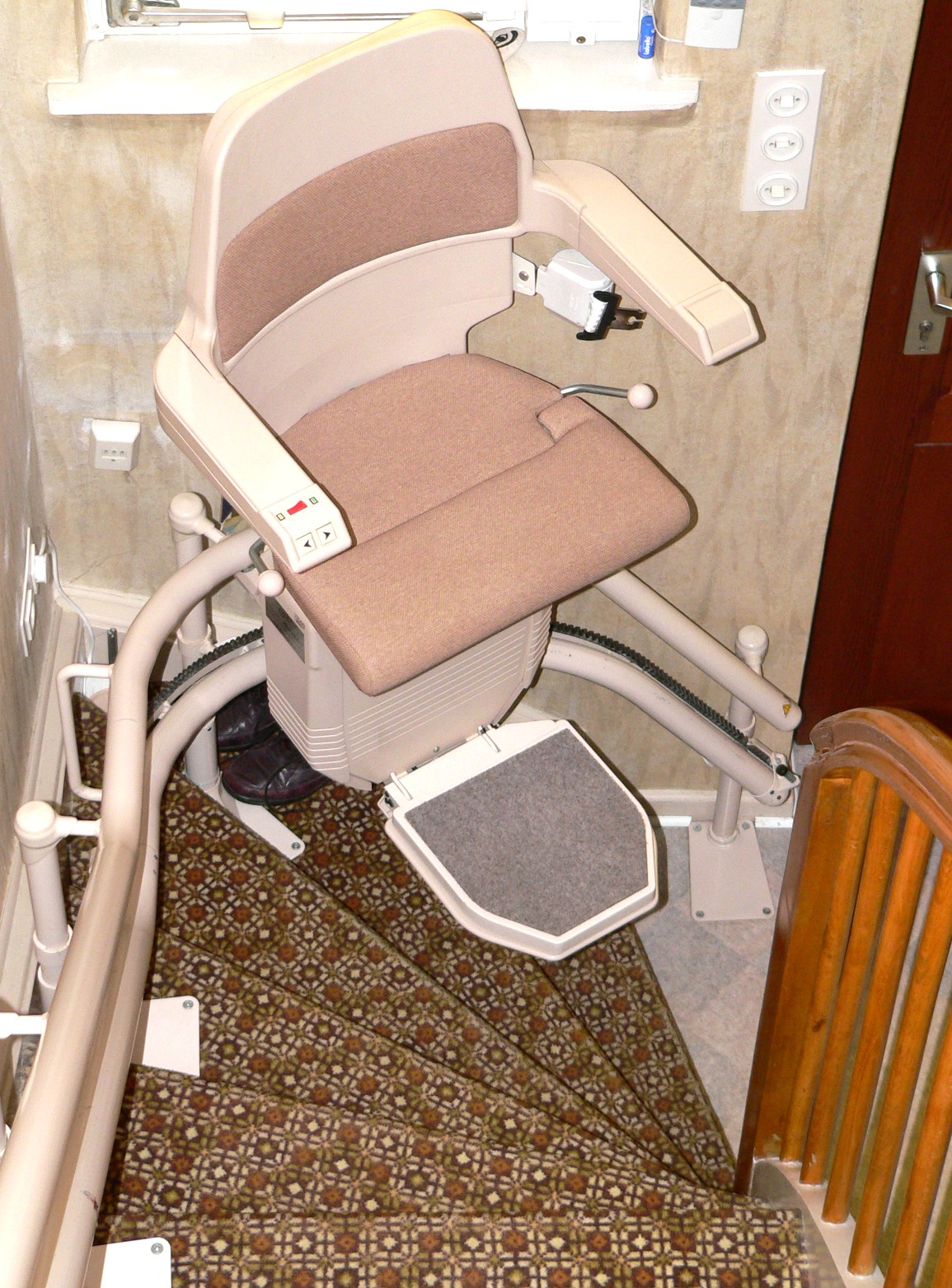
Treppenschrägaufzug

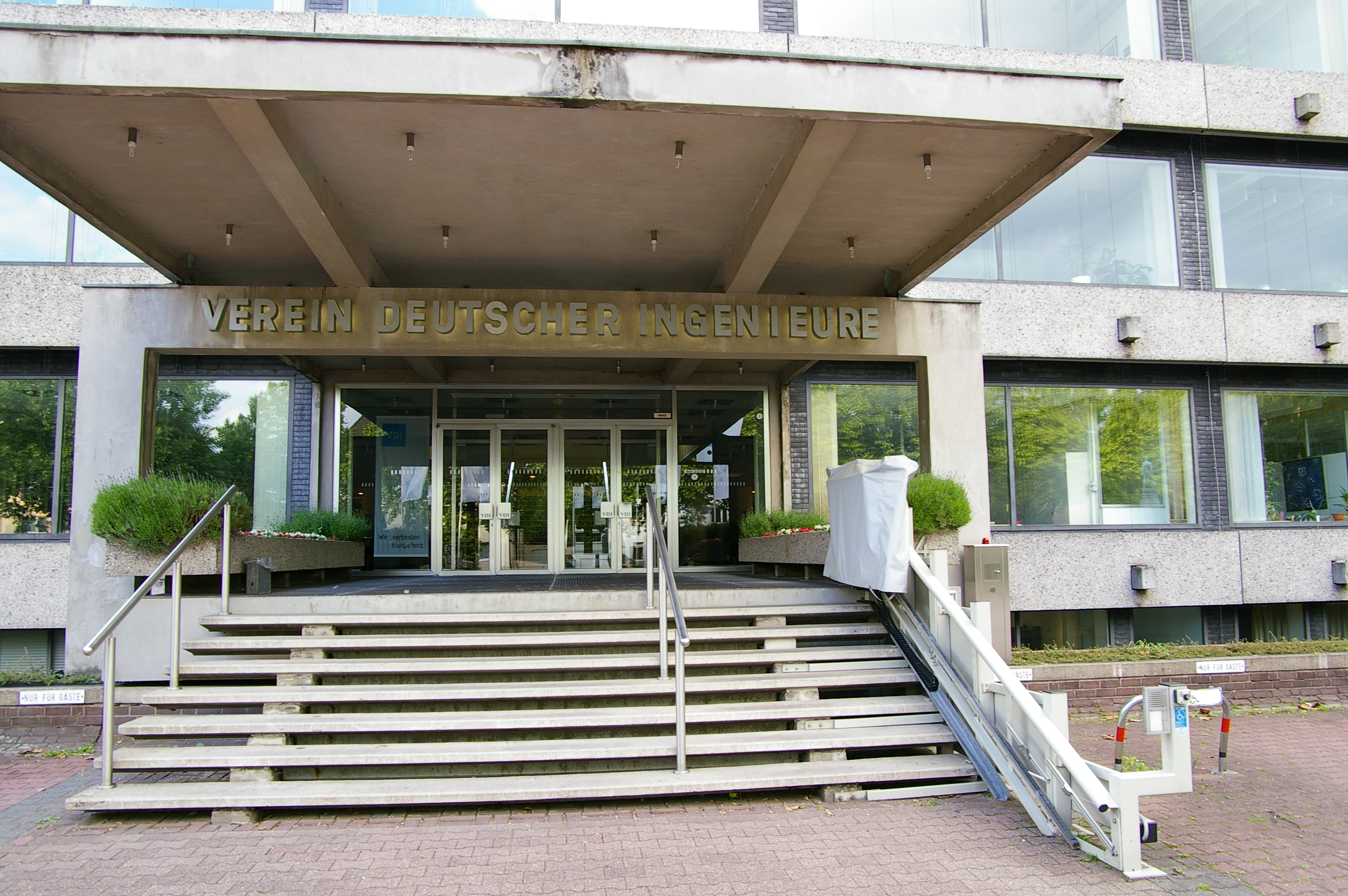
Treppenschrägaufzugsanlage an einem Gebäudeeingang, Plattform in Ruhelage hochgeklappt

## Geschichte
Im Jahre 2009 hat der britische Historiker David Starkey in Listen über die Besitztümer von König Heinrich VIII. Hinweise darauf gefunden, dass die erste Nutzung eines frühen Treppenliftes dem britischen Monarchen zuzuschreiben ist. Nachdem Henry VIII. im Alter von 45 Jahren bei einem Turnierkampf verletzt worden war, nutzte er demnach einen Stuhl auf einem System aus Blöcken und Seilzügen, die von seinen Dienern betrieben wurden, um in seinen Palästen Höhenunterschiede zu überwinden.
Die Erfindung des ersten modernen Treppenschrägaufzuges im Jahre 1920 geht auf C.C. Crispen, einen autodidaktischen Ingenieur und Unternehmer aus Pennsylvania (USA) zurück. Er baute den ersten Prototyp eines Stuhls, der auf Basis eines Liftantriebes Treppen steigt, um einem gehbehinderten Freund zu helfen, und nannte ihn „Inclin-ator“. Ende der 1930er-Jahre hatte sich die Inclinator Company am Markt etabliert und belieferte hauptsächlich Opfer der Poliomyelitis.

## Tragwerk und Antriebseinrichtungen
Ein Treppenschrägaufzug besteht aus einem Sitzelement oder einer Plattform, einem Antriebsaggregat (meist unter dem Sitz) und einer Trag- und Führungsschiene, die auf der Treppe oder an der Wand montiert wird.
Tragwerk und Antriebseinrichtungen von Treppenschrägaufzügen sind sehr unterschiedlich, ebenso die „Lastaufnahmeeinrichtungen“. Sowohl die Art der Personenaufnahme (stehend, sitzend oder mit Rollstuhl) als auch das Treppenbauwerk beeinflussen die Bauweise der Treppenlifter. Bei geraden Treppen können Zahnstangenantriebe verwendet werden, die auf den Treppenstufen oder an der Wand montiert werden. Für gekurvte Treppen werden oft speziell gebogene Tragrohre und Reibradantriebe verwendet (Einrohr- oder Doppelrohrsysteme). Diese können an der Wand oder anstelle des Treppengeländers montiert werden. Die elektromotorische Antriebseinheit mitsamt der Lastaufnahmeeinrichtung (Plattform oder Sitz) bewegt sich entlang der Zahnstange bzw. dem Tragrohrverlauf.
In der Regel ist ein Treppenaufzug eine Maßanfertigung und kann bei entsprechender Variantenauswahl auf den meisten Treppenformen aufgebaut werden. Bei geringen Platzverhältnissen vor der ersten Stufe (beispielsweise bei der Eingangstür) kann die Schiene hoch- oder heruntergeklappt werden (Klappschiene). Dafür muss der Lift mit einem automatisch oder manuell betätigten Klappschienenmechanismus geplant werden.
Gerade Treppenlifte
Dieser Lift ist für alle Treppenarten gedacht, die gerade verlaufen. Der Sitz des Treppenliftes hat während der Fahrt immer die gleiche waagerechte Position.
Kurventreppenlift
Dieser Treppenaufzug ist für alle Treppenarten gedacht, die rund oder kurvig verlaufen oder über mehrere Etagen geführt werden. Die Schiene des Liftes kann wandseitig (außen) oder handlaufseitig (innen) angebracht werden. Der Lift kann unterschiedliche Steigungen und Kurven (90 oder 180 Grad) fahren.

## Lastaufnahmeeinrichtung

### Plattformlifte
Plattformlifte sind vor allem für Rollstuhlbenutzer vorgesehen. Der Rollstuhlbenutzer fährt mit seinem Rollstuhl auf eine ebene Plattform und wird dort von Klappschranken und Abrollklappen gesichert. Es gibt Plattformlifte für gerade und kurvige Treppen. Je nach Typ können auch Lasten transportiert werden. Die Plattformlifte können auf der Treppe oder an der Wand befestigt werden. Der Einbau ist im Innen- und Außenbereich möglich. Die Plattform kann bei Betriebsruhe hochgeklappt werden.

### Rollstuhl-Hängelifte
Hängelifte oder deckengeführte Treppenlifte haben eine Rollstuhlaufhängung statt der Plattform oder einen Sitz. Sie werden an der Decke statt an der Wand befestigt. Sie werden vor allem bei engen kurvigen Treppen eingesetzt. Durch Verzicht auf seitliche Installationen kann diese Bauart auch in Mehrfamilienhäusern eingebaut werden, wo ansonsten aufgrund baurechtlicher Bestimmungen eine Einengung der Treppe nicht zulässig ist.

### Sitz- und Stehlifte
Diese Treppenlifter haben eine feste oder hochklappbare Sitzfläche. Der Sitzlift kann mit Rücken- und Armlehnen, Fußstützen und Sicherheitsgurt ausgestattet sein. Gedacht ist diese Treppenliftform für Senioren und körperlich eingeschränkte Personen wie beispielsweise Rollstuhlfahrer. Rollstuhlfahrer benötigen zur weiteren Fortbewegung allerdings einen weiteren Rollstuhl auf der Zieletage. Sitzlifte eignen sich für gerade, kurvige und engere Treppen. Weil der Sitz im Ruhezustand bei den meisten Modellen hochgeklappt werden kann, ist der Sitzlift neben dem Stehlift einer der vorteilhaftesten und platzsparendsten Treppenlifte. Stehlifte haben keine Sitzfläche, sondern eine kleine Stehplattform und Haltegriffe. Sie sind besonders geeignet für enge Treppen.

## Situation in Deutschland

### Sicherheitsanforderungen
Für die unmittelbare Personensicherung sollten Stützlehnen, Sicherheitsgurte, Klappschranken und Abrollsicherungen vorhanden sein. Damit ein Stromausfall keine ernsthaften Folgen hat, soll ein Treppenlifter entweder eine Notstromversorgung, Akkubetrieb oder eine Notabsenkvorrichtung haben. Treppenfahrstühle müssen in Deutschland den Richtlinien des Geräte- und Produktsicherheitsgesetzes in Verbindung mit der Maschinenverordnung genügen.
Zu beachten sind die Normen:
- ISO 9386-2 „Kraftbetriebene Hebebühnen für Personen mit eingeschränkter Mobilität – Regeln für Sicherheit, Maße und Betrieb“, Teil 2: „Kraftbetriebene Treppenlifte, die sich in einer geneigten Ebene bewegen, für Sitzende, Stehende und Rollstuhlbenutzer“; Stand 2001.
- DIN EN 81-40 „Sicherheitsregeln für die Konstruktion und den Einbau von Aufzügen – Spezielle Aufzüge für den Personen- und Gütertransport“, Teil 40: „Treppenschrägaufzüge und Plattformaufzüge mit geneigter Fahrbahn für Personen mit Behinderungen“; Stand 2020.

Auf jedem Treppenfahrstuhl muss ein Typenschild befestigt sein, dem folgende Angaben zu entnehmen sind: CE-Kennzeichnung, Name und Anschrift des Herstellers, Bezeichnung der Serie oder des Typs, Seriennummer, Baujahr, zulässige Maximalbelastung sowie eine Service- und Notrufnummer.
Vor Einbau eines Treppenfahrstuhls, zum Beispiel in einem Mehrfamilienhaus, sollte die Rechtmäßigkeit bei der zuständigen Bauaufsichtsbehörde erfragt werden (Stichwort: nutzbare Treppenlaufbreite).

### Treppenlifter im Hilfsmittelportal von Rehadat
Das Hilfsmittelverzeichnis von Rehadat führt Treppenlifter unter den folgenden Klassen der DIN EN ISO 9999 auf:
- 18 Mobiliar und Hilfen zur Wohnungs- und Gebäudeanpassung
  - 18 30 Hilfsmittel zur Überwindung von Höhenunterschieden
    - 18 30 10 Treppenlifte mit Sitz
    - 18 30 11 Treppenlifte mit Plattform
    - (18 30 12 Treppensteiger)

### Finanzierungshilfen
Die Kosten zur Beschaffung und für den Einbau eines Treppenaufzuges können im Bereich von 3.000 bis 25.000 Euro liegen. Vielfach übersteigen diese Beträge die privaten Finanzierungsmöglichkeiten. Daher ist von besonderem Interesse, ob und welche Rehabilitationsträger hier in Anspruch genommen werden können.
Zur Klärung der Zuständigkeit ist es sinnvoll, sich zuerst an den Rehabilitationsträger zu wenden. Die Servicestellen nach dem Neunten Buch Sozialgesetzbuch (SGB IX) helfen dabei, den oder auch die zuständigen Kostenträger zu finden.
Um Kosten zu sparen, ist auch die Anschaffung eines gebrauchten Treppenlifts möglich. Hierbei werden vor dem Einbau alle Treppenliftteile, die mit Personen in Berührung kommen, ausgetauscht. Eine weitere Möglichkeit ist die Miete eines Treppenlifts. Beide Varianten kommen aber nicht immer in Frage, da z. B. ein Treppenlift meist nur vermietet wird, wenn die Treppe eine bestimmte Form hat und der Lift nach dem Ausbau in einem anderen Haus wieder eingesetzt werden kann.
Gesetzliche Krankenversicherung
Treppenlifte gehören in Deutschland nicht zu den Hilfsmitteln, die für die gesetzliche Krankenversicherung leistungspflichtig sind.
Pflegeversicherung
In Deutschland zählen Sitzlifte und Plattformlifte zu den sogenannten wohnumfeldverbessernden Maßnahmen und können von der Pflegeversicherung seit Inkrafttreten des Pflegestärkungsgesetzes mit maximal 4.000 Euro bezuschusst werden. Der Pflegebedürftige muss einen angemessenen Eigenanteil zu zahlen. Dieser beträgt 10 % des anrechenbaren Betrages, höchstens jedoch 50 % eines monatlichen Bruttoeinkommens des Pflegebedürftigen. Der Eigenanteil entfällt, wenn der Versicherte Leistungen zur Sicherung des Lebensunterhalts oder Grundsicherung bei Erwerbsminderung nach dem SGB II erhält.
Unfall und Berufskrankheiten
Wenn ein Treppenlift infolge eines fremdverschuldeten Unfalls, eines Arbeitsunfalls oder einer Berufskrankheit angeschafft werden muss, übernimmt die Haftpflichtversicherung des Unfallverursachers oder die zuständige Berufsgenossenschaft die Kosten.
Arbeitsagentur, Rentenversicherung und Integrationsamt
Je nach der Dauer der geleisteten Sozialversicherungsbeiträge können die Bundesagentur für Arbeit oder die Rentenversicherungsträger für Hilfsmittelausstattungen am Arbeitsplatz zuständig sein. Nach SGB IX gehören dazu technische Arbeitshilfen, die wegen Art und Schwere der Behinderung zur Berufsausübung notwendig sind. Dazu kann ein Treppenlifter gehören, mit dem ein Arbeitsplatz erreicht werden kann.
Die Integrationsämter leisten materielle Hilfestellung, wenn ein neuer zusätzlicher Arbeitsplatz für einen schwerbehinderten Menschen eingerichtet wird. Sie können Zuschüsse zur „Grundausstattung“ eines Arbeitsplatzes leisten.
Weitere Kostenträger
Weitere Kostenträger, die unter gewissen Umständen einen Teil der Kosten für einen Treppenschrägaufzug übernehmen können, sind regionale Förderungsprogramme, Berufsgenossenschaften (wenn durch einen Treppenschrägaufzug eine Wiedereingliederung in das Arbeitsleben ermöglicht werden kann) und das Sozialamt.